# トラベルジャーナル
株式会社トラベルジャーナルは1964〜2025年に『週刊トラベルジャーナル』を発行した出版社。

## 概要
観光・旅行業界専門誌『週刊トラベルジャーナル』（通称「トラジャル」）やオンラインメディア『トラベルジャーナルオンライン』を発行。トラベルジャーナル学園（現・ホスピタリティ学園）の設立母体でもある。
『トラベルジャーナル』は海外旅行自由化と同じ1964年の6月に隔週刊B4判のニュースペーパースタイルで創刊。1970年1月に週刊となり1995年4月にはA4判雑誌スタイルにモデルチェンジを行った。専門誌では珍しい巻頭特集を前面に打ち出すスタイルで観光・旅行業のビジネスのヒントや課題を提起した。「観光立国を支えるすべての人々に向けて」をキャッチフレーズに、旅行会社や運輸、宿泊、官公庁、地方自治体、教育機関などのほか小売や金融などに読者層を広げた。書店での一般販売は行わず定期購読制をとった。2025年3月に休刊した。
かつてはガイドブックなどの旅行関連書や旅行業務取扱管理者試験対策テキスト、時刻表検定試験対策テキストなどを発行していたが、書籍の出版事業は2004年に撤退した。

## 歴史
- 1964年6月16日 - 設立
- 2025年6月30日　解散

## 事業内容
媒体発行
- 『週刊トラベルジャーナル』の発行
- 『トラベルジャーナルオンライン』の発行

その他
- 世界旅行博などのイベント企画・運営

## 発行雑誌等
- 『週刊トラベルジャーナル』
- 『トラベルジャーナルオンライン』